# Ариничев, Василий Георгиевич
Василий Георгиевич Ариничев (9 января 1924 года, деревня Кочугурово-Выселки, Данковский уезд, Рязанская губерния) — передовик производства, токарь. Герой Социалистического Труда (1971).

## Биография
Родился 9 января 1924 года в крестьянской семье в селе Кочугурово-Выселки Данковского уезда Рязанской губернии (сегодня — Милославский район Рязанской области). С 1939 года в пятнадцатилетнем возрасте начал свою трудовою деятельность в колхозной кузнице. В 1942 году был призван на фронт. Участвовал в Великой Отечественной войне. В армии служил до 1954 года. После демобилизации в звании старшего лейтенанта поступил на работу учеником токаря на завод № 48 Министерства среднего машиностроения СССР (позднее — Московский машиностроительный завод «Молния»). За выдающиеся достижения в трудовой деятельности был удостоен в 1971 году звания Героя Социалистического Труда.
В 1973 году избирался депутатом Моссовета.

## Награды
- Герой Социалистического Труда — указом Президиума Верховного Совета СССР от 26 апреля 1971 года
- Медаль «За трудовое отличие» (1966).
- Медаль «За победу над Германией в Великой Отечественной войне 1941—1945 гг.».